# Campo de prisioneiros de Solovki

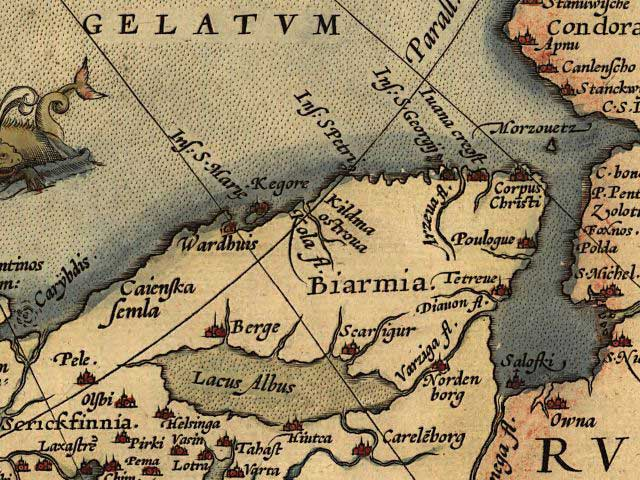
Mapa de 1570 feito por Abraham Ortelius mostrando a localização de "Salofki".

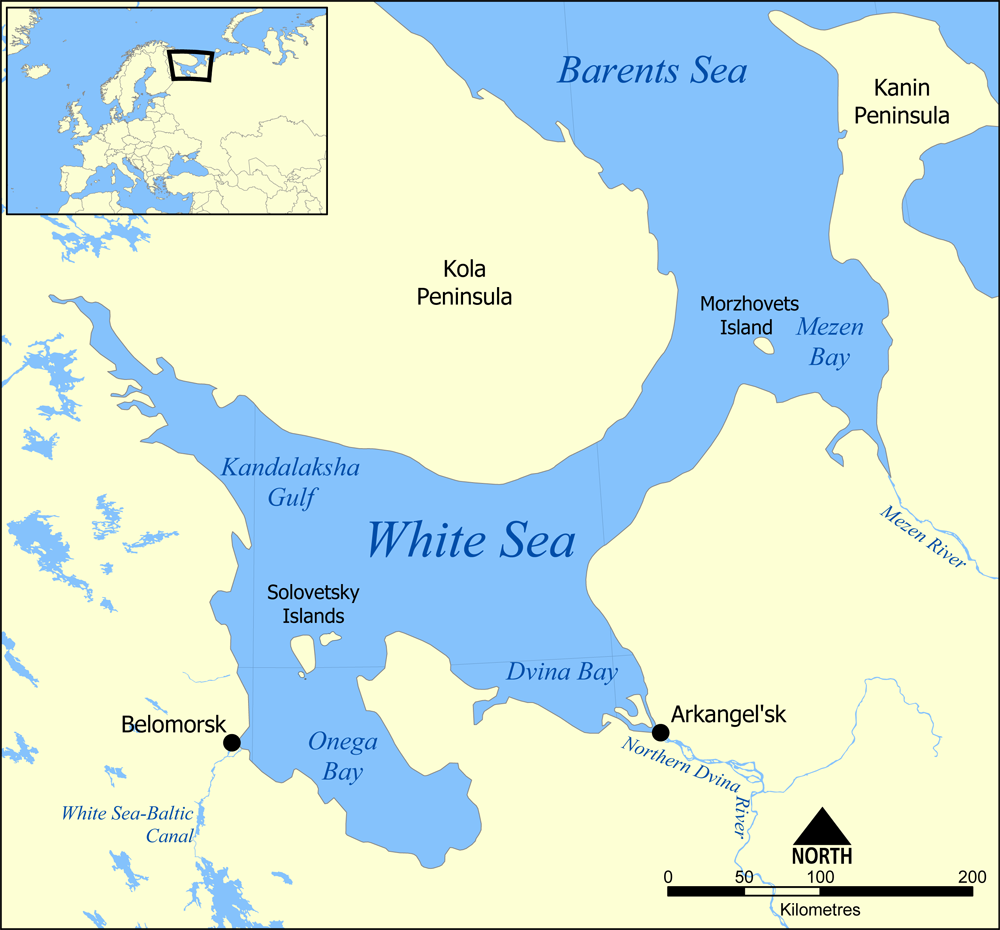
A ilha de Solovetsky em um papa mostrando o Mar Branco.

O Campo de prisioneiros de Solovki e posteriormente denominado Prisão Solovki, foi um grande campo de trabalhos forçados para os presos políticos de Império Russo e, posteriormente da União Soviética localizado na Ilhas Solovetsky no Mar Branco.
Durante a era soviética, ele tornou-se um modelo no qual o NKVD desenvolvia e testava medidas de segurança, "condições de vida", normas de produção de trabalho para os presos, e diferentes métodos de repressão. O número exato de prisioneiros que passaram pelo campo durante o período de 1923 a 1939 ainda é desconhecido, mas as estimativas variam entre dezenas a centenas de milhares de pessoas. Era chamada de  "mãe do Gulag", pelo vencedor do Premio Nobel da literatura Aleksandr Solzhenitsyn.

## História
Historicamente, as Ilhas Solovetsky foram à localização do famoso complexo do Mosteiro de Solovetsky da  Igreja Ortodoxa Russa que repeliu diversos ataques de forças estrangeiras durante o Tempo de Dificuldades, a Guerra da Criméia, e a Guerra Civil Russa.
Por um decreto de Lenin, os edifícios do mosteiro foram transformadas em uma prisão especial. Foi um dos primeiros "campos de trabalho corretivos", um protótipo do sistema Gulag. Em 1921 o campo recebeu centenas dos marinheiros presos durante a Revolta de Kronstadt.
No início de 1924, algumas vezes, o nome usado foi Severnye Lagerya OGPU (campos da OGPU).
Em 1926, o acampamento Solovki foi transformado em uma prisão, em parte por causa das condições que tornaram quase impossível escapar, e em parte porque o mosteiro tinha sido usada como prisão política por parte do governo imperial russo. O tratamento dos prisioneiros atraiu muitas críticas na Europa Ocidental e nos EUA. Depois de uma limpeza completa, o governo soviético enviou o escritor Maxim Gorky para o acampamento em uma tentativa de rebater as críticas,  ele escreveu um ensaio muito favorável, que elogiava a beleza natural das ilhas. Alguns autores atuais consideram que ele percebeu as reais condições e a descrição da beleza da ilha é uma Sátira política para evitar possíveis conseqüências, principalmente por ele já ter criticado Lenin e o bolchevismo pouco antes do seu exílio para a Itália, só tendo retornado para a Rússia pelo fato de ter ficado sem dinheiro. Gorky escreveu:
"Lenin e seus associados consideram justo cometer todos os tipos de crimes ... a abolição da liberdade de expressão e prisões sem sentido" .... Gorky chamou Lenin de "um aprovetador de sangue frio que não poupa nem a honra, nem a vida do proletariado".
mas os fatos reais permanecem um mistério.
Durante o início da década de 1930 muitos dos prisioneiros do campo trabalharam na construção  do famoso canal ligando o  Mar Branco ao Báltico. De 11 de agosto de 1937 a 24 de dezembro de 1938 mais de 9.500 vítimas de repressões políticas soviéticas foram executados por fuzilamento e sepultadas na vizinha Sandarmokh. Mais de 1.100 deles foram retirados da prisão Solovki.
A prisão foi fechada em 1939, devido a eminência da Segunda Guerra Mundial, por estar localizada perto da fronteira com a Finlândia. Os edifícios foram, então, transformados em uma base naval.
A Igreja Ortodoxa restabeleceu o mosteiro em 1992, ano em que o conjunto foi incluído na Lista do Património Mundial da Humanidade da UNESCO.

## A Prisão Solovki na arte e na literatura
Alexander Soljenítsin descreve em boa parte do volume II do seu livro Arquipélago Gulag contando as condições na prisão durante o regime soviético.
Vladimir V. Tchernavin, prisioneiro no campo em 1930, descreveu suas experiências lá em seu livro de 1934, I Speak for the Silent Prisoners of the Soviets que ele publicou depois de sua fuga no exterior.